# Saloon
Pour groupe de rock chilien, voir De Saloon.

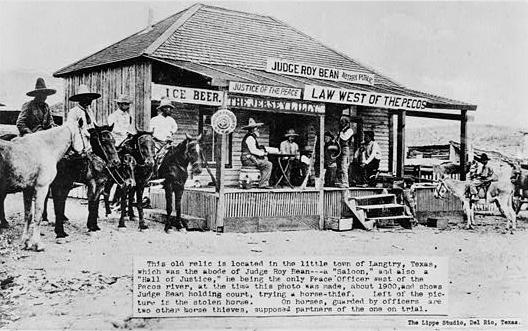
« The Jersey Lilly », le saloon du juge Roy Bean à Langtry, Texas, vers 1900.

Un saloon (en anglais : « western saloon ») désigne un établissement dans l'Ouest américain du XIXe siècle destiné à la consommation de boisson, la restauration, l'équipement de fournitures, au repos et aux loisirs.
D'origine anglaise, le terme « saloon » dérive des mots français « salon » et de l'italien « salone ».
L'un des plus anciens saloons américains répertoriés est celui de Brown's Hole, dans le Wyoming, ouvert en 1822, et destiné aux trappeurs. Durant la conquête de l'Ouest, outre les trappeurs, le saloon représente souvent l'unique point de rendez-vous pour des cowboys, soldats, bûcherons, hommes d'affaires, juristes, mineurs, joueurs et autres aventuriers. 
Durant les années 1850, le terme « saloon » commence à se répandre et désigne plus spécifiquement un endroit où l'on peut se fournir en alcools, en nourriture et parfois en logement, souvent de mauvaise qualité.  
Dans les années 1880, la croissance des saloons connaît son apogée. On rapporte qu'à Leavenworth, dans le Kansas, il existait « environ 150 saloons et quatre grossistes en alcools ».
Certains saloons offraient, semble-t-il, d'autres services plus spécieux, faisant office de maison de jeux, de bordel et de fumerie d'opium.

## Représentations modernes

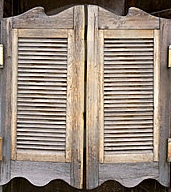
Les portes à double battant, dites « saloon ».

Le saloon, lieu devenu mythique, rassemble en grande partie des idées reçues à cause de sa présence dans les romans d'aventures et les films de western. En effet, le saloon est de façon récurrente l'endroit où ont lieu les scènes de « bagarre générale » ou de duel au révolver, quand ceux-ci n'ont pas lieu devant son entrée.
À l'origine, il s'agit le plus souvent de baraques sommaires avec une façade en bois et une petite salle à l'arrière avec peu de mobilier (des tonneaux renversés faisant office de table) et de décorations. Un poêle à bois unique peut réchauffer ces établissements pendant les mois d'hiver. À mesure que les villes grandissent, les saloons se raffinent avec des tables de jeux, des salles de danse.
La porte d'entrée des saloons est typiquement représentée par un système en bois à double battant s'ouvrant dans les deux sens. Il s'agit là d'un stéréotype : en réalité seuls les saloons présents dans certaines régions à la météo clémente présentaient ce type de porte ; et elle était alors toujours doublée d'une porte plus classique pour parer aux événements climatiques rares, aux nuits fraîches et pour des raisons de sécurité.

## Galerie

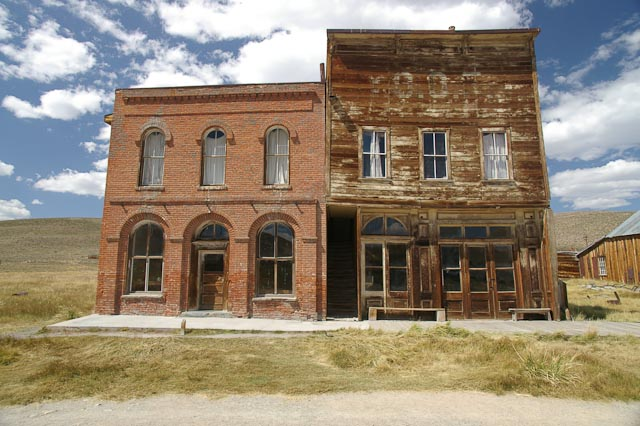
The Bodie Saloon (à gauche), construit vers 1892 (Bodie, Californie).
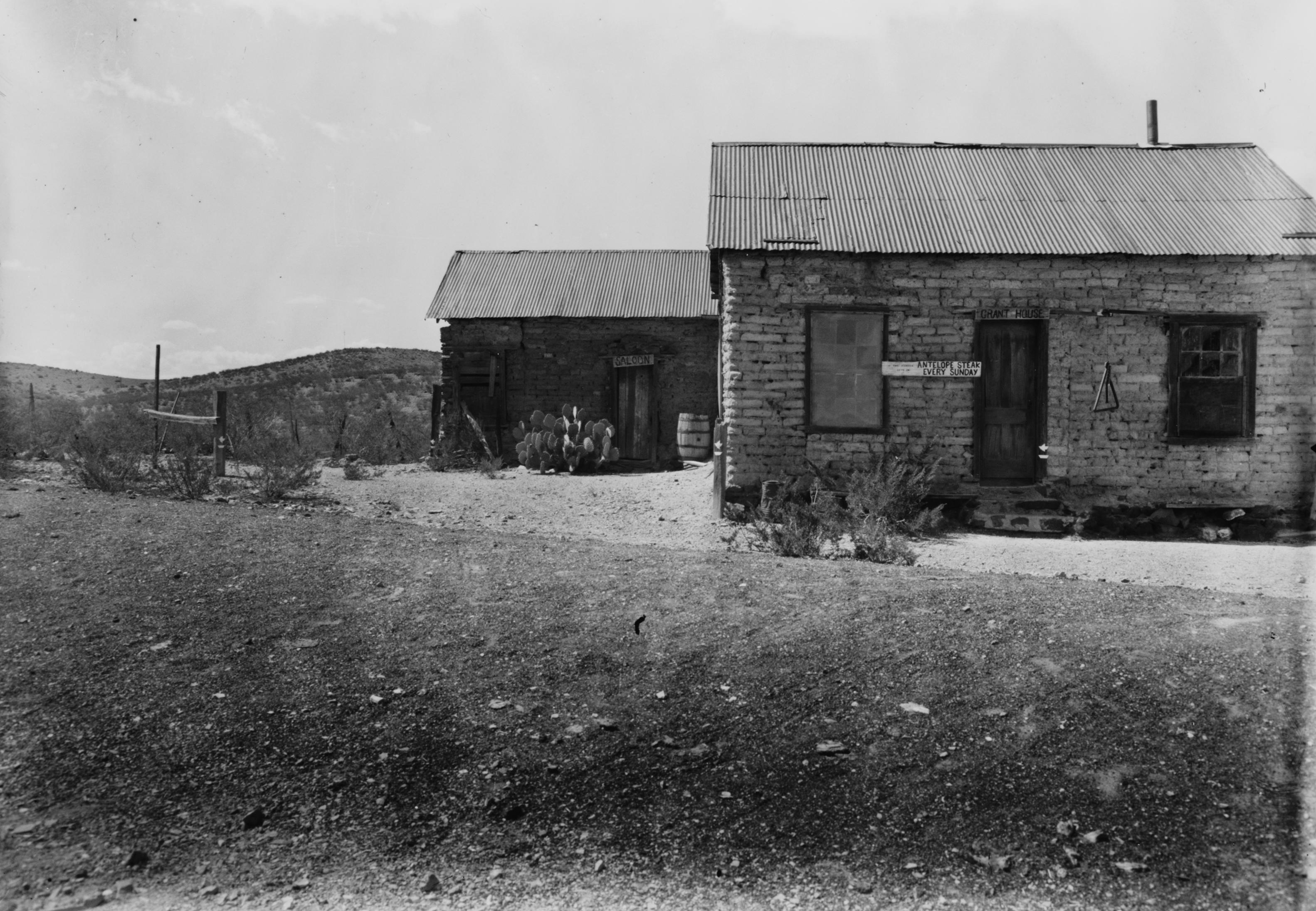
Saloon (à gauche), vers 1880 (Shakespeare, Nouveau-Mexique).
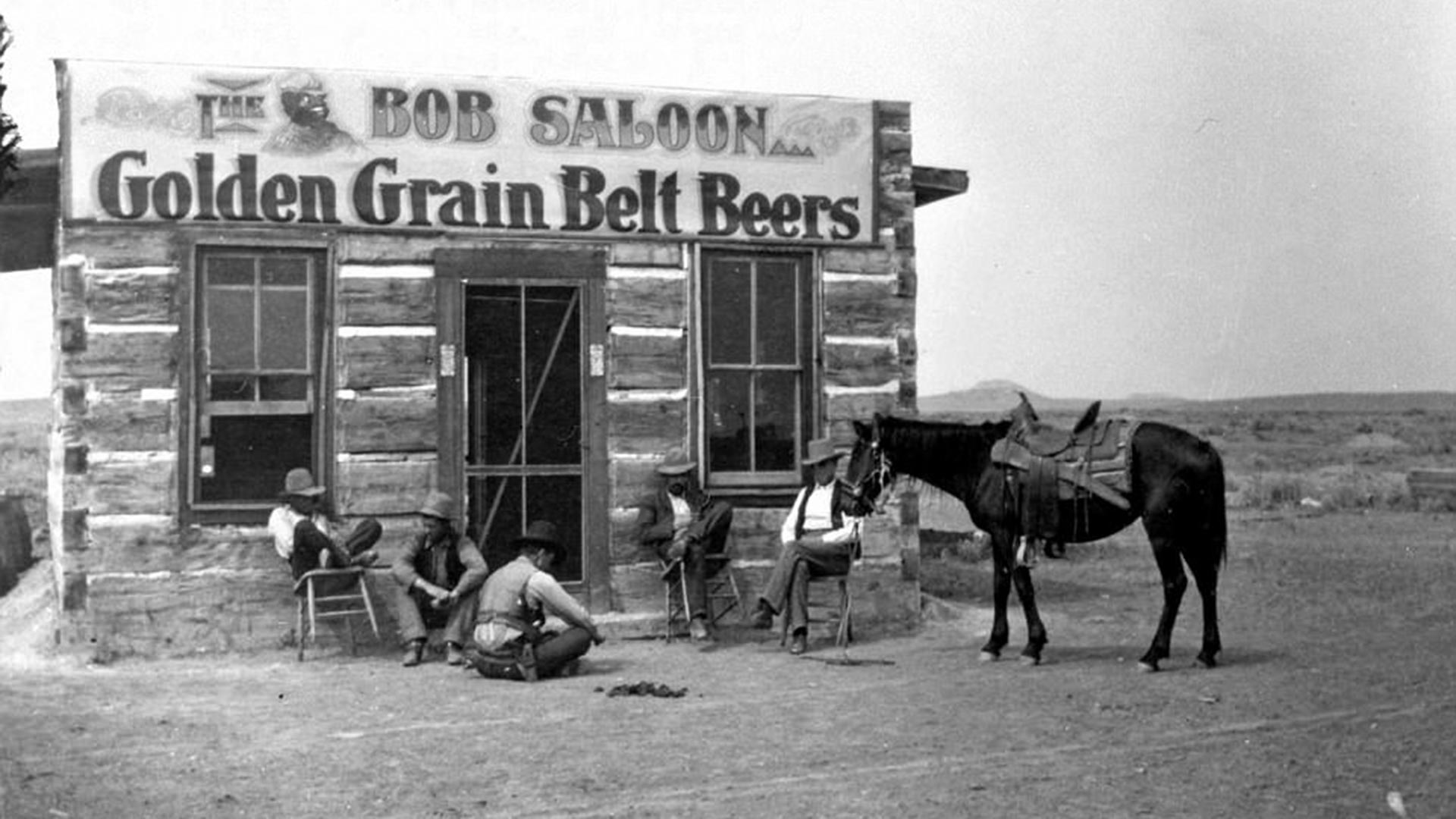
The Bob Saloon, en 1880 (Miles City, Montana).
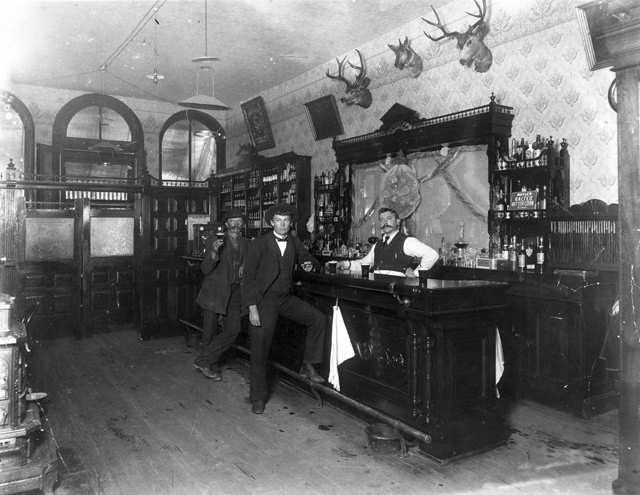
Intérieur du Toll Gate Saloon en 1897 (Black Hawk, Colorado).
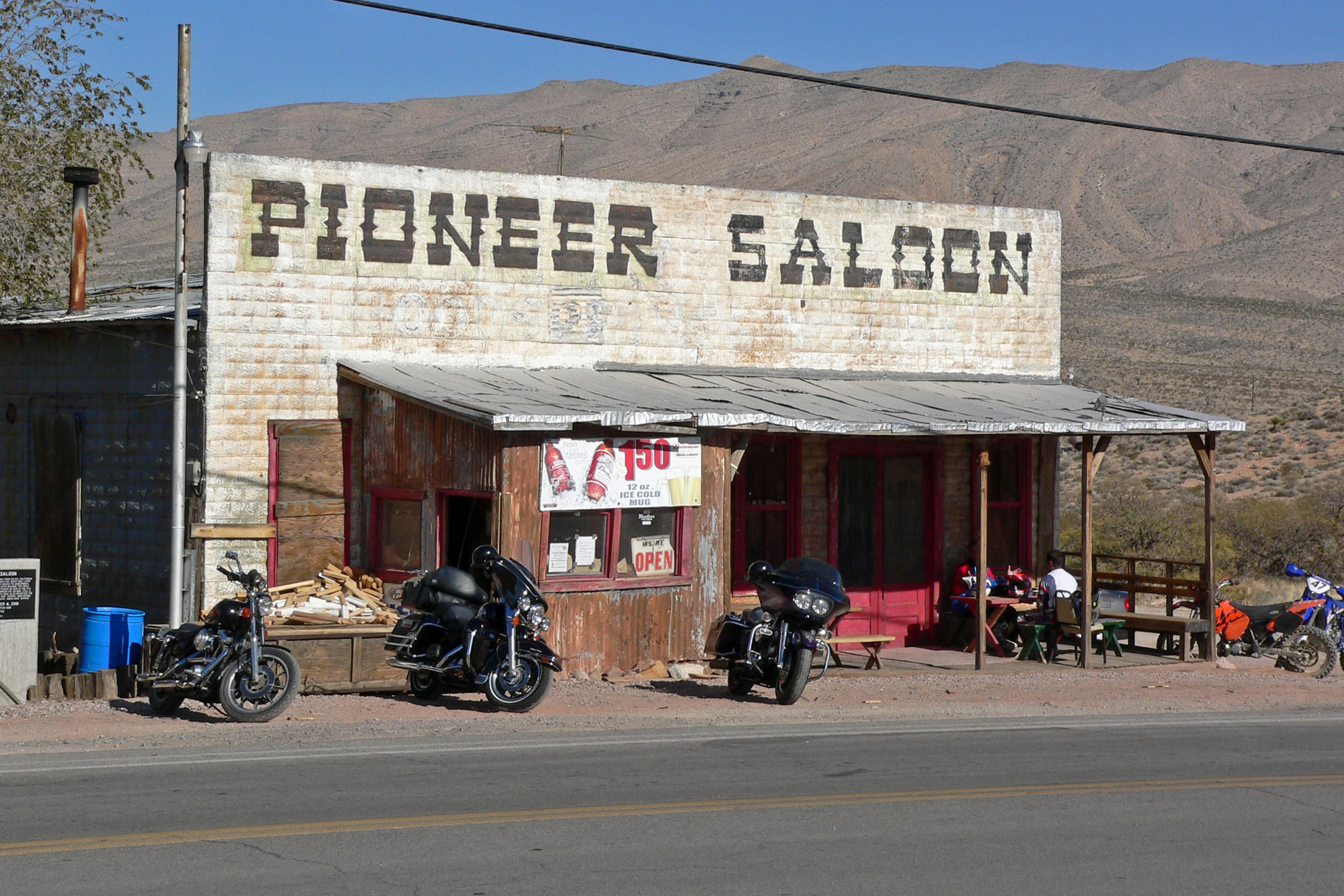
The Pioneer Saloon, construit en 1913 (Goodsprings, Nevada).
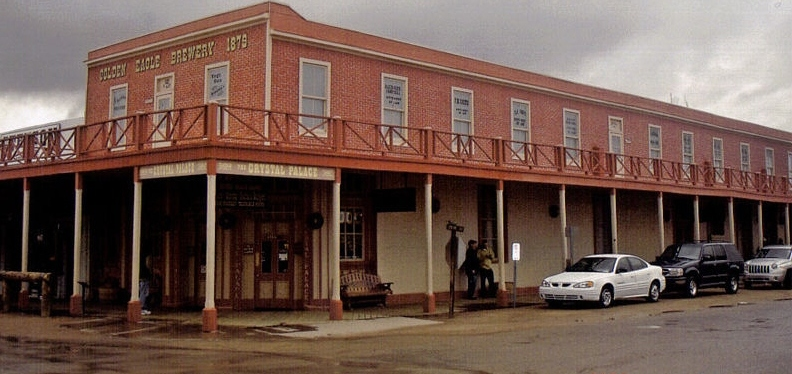
The Crystal Palace, construit en 1879 (Tombstone, Arizona).

## Dans la culture populaire
- Dans le dessin animé de 1945 Droopy en Alaska (The Shooting of Dan McGoo) de Tex Avery, l'action se situe dans un saloon mal famé de Coldernell en Alaska, le « Malamute Saloon » où le héros Droopy y affronte le terrible loup nommé Dan McGoo.